# مهرجان كان السينمائي 2001
مهرجان كان السينمائي لعام 2001 هو الدورة الـ54 للمهرجان عقد في 9 إلى 20 مايو من عام 2001، وحصل فيلم "The Son's Roomt" للمخرج الإيطالي ناني موريتي على السعفة الذهبية.